# Hugo Onjerth
Hugo Onjerth (* 17. Juni 1923 in Wien; † 29. März 1995 in Klosterneuburg) war ein österreichischer Brigadier und langjähriger Organisator der UN-Einsätze des Bundesheeres.

## Leben
Onjerth diente im Zweiten Weltkrieg bei der Pioniertruppe an verschiedenen Fronten und beendete ihn als Leutnant. Nach Gefangenschaft und Tätigkeit in einem Zivilberuf wurde er am 1. April 1957 als Oberleutnant in das zweite Bundesheer übernommen. Er tat zunächst an der Pioniertruppenschule als Lehrer Dienst. Besondere Anerkennung fand er als  Kommandant der „Maturanten-Kompanie“ der Pioniertruppe. Nach Absolvierung des 4. Generalstabskurses und eines Lehrgangs an der École d’État Major in Paris wurde er in das Generaltruppeninspektorat versetzt. Am 1. Juli 1967 wurde er Major.
Von 1970 bis 1988 war er als Organisator der UN-Einsätze des österreichischen Bundesheeres und Leiter des UN-Referats der Generalstabsabteilung, der „Heimatbasis“ der eingesetzten Verbände, tätig. Seine eingehende Kenntnis der Einsatzbedingungen, insbesondere des UNAB/UNFICYP (United Nations Austrian Battalion/United Nations Force in Cyprus) in der Pufferzone zwischen Griechen und Türken, und des AUSBATT/UNDOF (Austrian Battalion/United Nations Disengagement Observer Force) auf den Golanhöhen und auf dem Mount Hermon zwischen Syrien und Israel war ebenso legendär wie sein unermüdlicher Einsatz für das Wohl der eingesetzten Soldaten. Ferner war er auch für jene österreichischen Beobachteroffiziere verantwortlich, die im Rahmen von UNTSO (United Nations Truce Supervision Organisation) im gesamten Nahen Osten tätig waren. 1978 wurde er zum Oberst befördert, als Brigadier trat er 1988 in den Ruhestand. Sein Spitzname „Abu Ausbatt“ („Vater des Österreicherbataillons“) zeugte von der Anerkennung seiner Tätigkeit durch die Truppe. Er wurde am Sieveringer Friedhof bestattet.